# Jacob Vernet

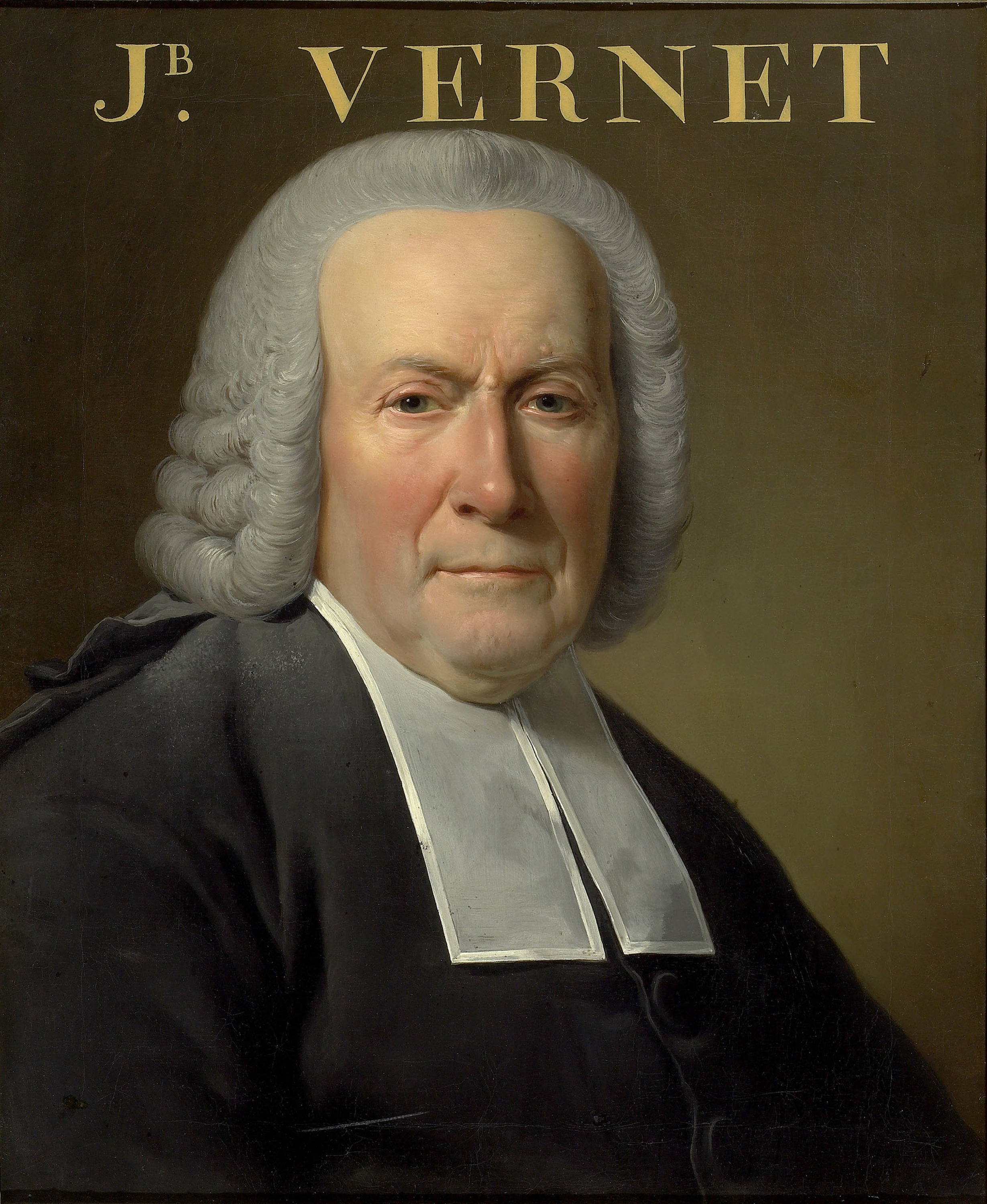

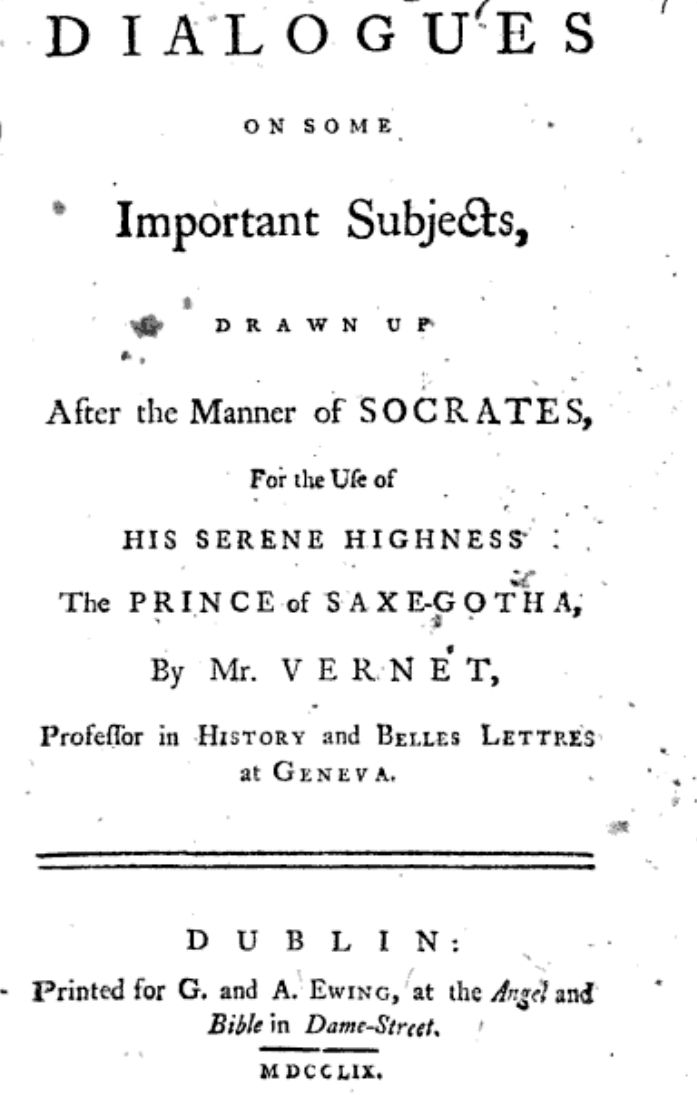
Jacob Vernet: Dialoge über einige wichtige Themen, für den Prinzen von Sachsen-Gotha, 1759

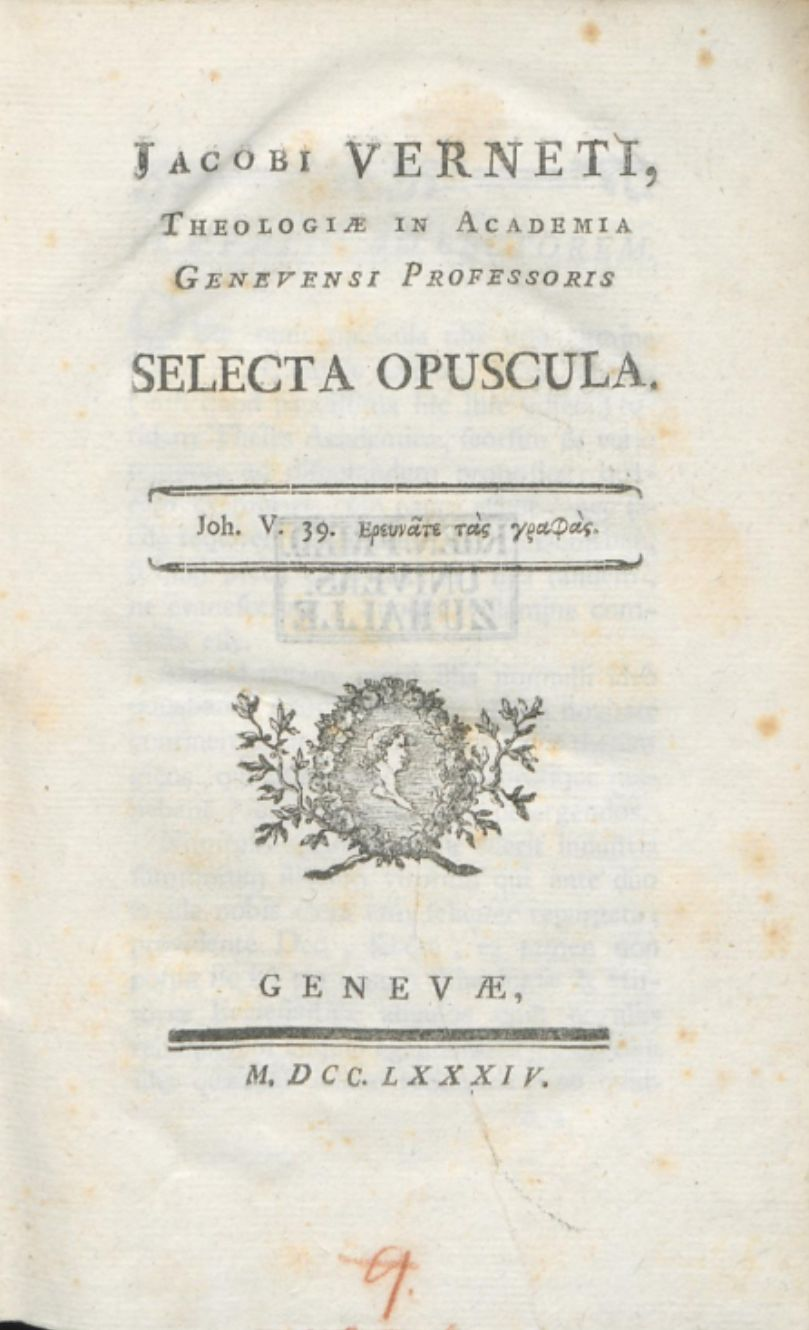
Jacobi Verneti: Theologiæ In Academiæ Genevensi Professoris Selecta Opuscula, Genf 1784

Jacob Vernet (* 29. August 1698 in Genf; † 26. März 1789 ebenda) war ein Genfer evangelischer Theologe, Philosoph und ein Wegbereiter der Aufklärung in der Schweiz.

## Leben
Jacob Vernet wuchs als Sohn des Kaufmanns Isaac Vernet (1664–1706) und der Jeanne, geborene Richard (1663–1733) in Genf auf. Die Familie Vernet emigrierte im 17. Jahrhundert aus der Provence und sein Grossvater Jacob erlangte das Bürgerrecht (Bourgeois) im Jahre 1659. Sein Bruder Isaac (1700–1773) war Mitinhaber der Pariser Bank „Labhard, Vernet & Cie.“ und ab 1738 Mitglied des Rates der Zweihundert (Conseil des Deux-Cents). Jacques Necker begann seine Karriere 1748 als Lehrling in der Genfer Zweigstelle von Isaacs Bank.
Als der achtjährige Jacob seinen Vater verlor, wurde der Medizinhistoriker Daniel LeClerc (1652–1728) eine wichtige Bezugsperson für seine frühe Erziehung und Bildung. Von 1713 bis 1722 studierte Vernet Geisteswissenschaften, Philosophie und Theologie an dortigen Akademie bei Jean-Alphonse Turrettini. Neben dem Studium arbeitete er von 1720 bis 1722 als Hauslehrer bei einer wohlhabenden Familie in Paris. Nach seiner Ordination von 1722 in Genf kehrte er nach Paris zurück, wo er seine Hauslehrertätigkeit bis 1728 fortsetzte und in Kontakt mit den französischen Philosophen kam. 
Mit seinen Schülern reiste er 1728 nach Italien, wo sie Lodovico Antonio Muratori, Montesquieu und den Ökonomen John Law trafen und nach Holland, wo sie verschiedene Vertreter des Kollegialismus (eine durch die aufklärerische Idee des Gesellschaftsvertrags beeinflusste evangelische Kirchenrechtstheorie über das Verhältnis von Kirche und Staat) sowie Jean Barbeyrac besuchten.
Von 1730 bis 1731 war er Pfarrer in Jussy, in Le Petit-Saconnex und ab 1734 in Genf. Mit Turretinis Sohn und als dessen Lehrer bereiste er 1732 die Schweiz, Deutschland, Holland, England und Frankreich, wo sie sich von freiheitlichen theologischen und politischen Entwicklungen wie beim Naturrechtler Christian Wolff in Marburg inspirieren liessen.
Zurück in Genf wurde Vernet 1734 Pfarrer an der Kathedrale St. Pierre und der Kirche von St. Gervais. Von 1739 bis 1756 war er Professor für Literatur, von 1756 bis 1786 für Theologie an der Akademie in Genf sowie ab 1737 deren Rektor.

## Werk

### Aufklärerische Theologie
Vernet vertrat unter dem Einfluss von Jean-Alphonse Turrettini eine aufklärerische Theologie, die sich von der calvinistischen Orthodoxie distanzierte. Er war mit mehreren Aufklärern befreundet, zerstritt sich aber mit Voltaire und Jean-Jacques Rousseau, weil er ihnen gegenüber die Institution Kirche verteidigte.
Er unterhielt gute Beziehungen zu höchsten Genfer Regierungskreisen. Sein 1734 veröffentlichtes Buch Relation des affaires de Genève befasste sich mit dem Regime der Patrizierfamilien, die die Stadt regierten und die er für ihre Bemühungen zum Wohle der Allgemeinheit und ihre kluge Finanzverwaltung lobte. Er glaubte nicht, dass die Menschen die Regierung kontrollieren müssten, um frei zu sein, solange die Regierung in guten Händen läge.
Von Descartes’ Philosophie, der English moderation und dem Arminianismus beeinflusst suchte Vernet einen Mittelweg zwischen den Extremen und bezeichnete den Mittelweg als die wahre Religion. Er folgte Turretinis Ansatz der Verteidigung des vernünftigen Glaubens und meinte, dass kein Aspekt der Theologie für einen Deisten oder Atheisten verwerflich sein sollte. Er weigerte sich, über Mysterien wie die Prädestination, Reprobation oder die Natur der Dreifaltigkeit zu spekulieren.
Sein Hauptwerk war die französische Ausgabe von Turretinis lateinischen Thesen über die christliche Religion (Opera omnia theologica, philosophica et philologica, 3 Bände, 1774–1776), welche die Übereinstimmung von Glaube und Vernunft postulierten.
1751 veröffentlichte er postum das revolutionäre Buch Prinzipien des politischen Rechts (Principes du droit politique) seines Freundes Jean-Jacques Burlamaqui, einem Vertreter der Westschweizer Naturrechtsschule.
Vernet meinte, dass ein Heide in Afrika von Christus gerettet werden könnte, ohne jemals von ihm gehört zu haben, wenn er auf die Offenbarung reagieren würde, dass Gott ihm seine Natur und sein Gewissen gegeben habe. Er glaubte, dass Gott wollte, dass die Menschen ihm gehorchen und freiwillig Gutes tun und dass der Pfad der Tugend für alle offen stehe. 
In seinen christlichen Instruktionen (Instruction chrétienne) – als theologische Grundlage gedacht – versuchte er mit einer vereinfachten Darstellung des Glaubens die Meinungsverschiedenheiten zwischen den verschiedenen Sekten zu reduzieren. Er war gegen den Perfektionismus der reformierten Scholastik, der zu Spaltungen führen könnte.
Er sagte, dass das Hauptziel des wahrhaft religiösen Menschen sei, Gott als den höchsten und unendlich weisen Meister des Universums zu ehren, und dass diese Religionspraxis zu persönlichem Glück führen würde. Er war jedoch nicht der Auffassung, dass die Wahl der eigenen Religion unwichtig wäre, da er glaubte, dass nur das Christentum auf vernünftigen Grundlagen basieren würde.

### Voltaire und Rousseau
Vernet traf Voltaire das erste Mal in Paris 1733 und korrespondierte mit ihm über die Publikation von Voltaires Werk in Genf. Nachdem Voltaire 1754 nach Genf umgezogen war, stritten sich die beiden über verschiedene Themen. Als die Kontroverse öffentlich wurde, wurden die Syndics zur Schlichtung des Streites herbeigezogen. Als d’Alembert nach Genf kam, um Material für seine Enzyklopädie durch Informationen über die Stadt Genf zu sammeln, hielt er sich bei Voltaire auf, während Vernet ihn mit Material über die Geschichte und Regierung versorgte. 
1754 schrieb Jean-Jacques Rousseau an Vernet, um wieder in die Kirche von Genf aufgenommen zu werden, und Vernet lobte Rousseau 1758 für seine Erkenntnis, dass in einer Landesverfassung alle Bürger miteinander verbunden seien. Als d’Alembert in seinem Artikel über Genf behauptete, dass Genfs Pastoren inklusive Vernet vom Calvinismus zum reinen Sozinianismus umgeschwenkt seien, wurden sie von Rousseau verteidigt. Unter den Druck der Pastoren geraten rechtfertigte sich d’Alembert damit, dass er alle, die die römische Kirche nicht akzeptieren würden, als Sozianisten bezeichnen würde. Als Rousseau 1762 seinen Gesellschaftsvertrag veröffentlichte und im Buch Emile oder über die Erziehung die Religion anprangerte, brach Vernet – der in Genf eine führende Rolle bei der Verurteilung dieser Werke einnahm – die Beziehung zu ihm ab.

## Schriften
- Le Livre du Recteur de l’Académie de Genève 1559–1878. T. VI, Notices biographiques des étudiants, Livre du Recteur 6, 143 f., Verlag Droz, Genf 1959, ISBN 9781160741675.
- Défense des deux lettres adressées à Mr. *** chanoine de Notre Dame ... sur le mandement de Monseigr. le cardinal de Noailles, au sujet de la guérison de la dame de la Fosse: contre la Réponse d'un docteur de Sorbone du diocèse d'Annecy. 1727.
- Nicolas Malebranche, Jacob Vernet, Pierre Varignon: Pièces fugitives sur l’Eucharistie. 1730.
- Relation des affaires de Geneve. 1734.
- Pietro Giannone, Jacob Vernet: Anecdotes Ecclesiastiques: La Police and La Discipline de L’Église Chretienne. 1738.
- Jean-Alphonse Turrettini, Jacob Vernet: Traité de la vérité de la religion chrétienne. Part 4. Chez Henri-Albert Gosse & Companie, 1740.
- De humaniorum literarum amoenitate et usu oratio inaug. 1740.
- Charles-Louis de Secondat de Montesquieu, Jacob Vernet: De l’esprit des loix: ou du rapport que les loix doivent avoir avec la constitution de chaque gouvernement, les moeurs, le climat, la religion, le commerce, etc. Chez Barrillot et fils, 1748.
- Prinzipien des politischen Rechts (Principes du droit politique). Von Jean-Jacques Burlamaqui, 1751. (Als Herausgeber).
- Lettres sur la coutume moderne d’employer le «vous» au lieu du «tu»: et sur cette question: doit-on bannir le «tutoyement» de nos versions, particulièrement de celles de la Bible? 1752.
- Instruction chrétienne. Aux dépens d’une Société de Gens de Lettres, 1754.
- Dialogues socratiques ou entretiens sur divers sujets de morale. 1756.
- Dialogues on some important subjects: drawn up after the manner of Socrates, for the use of His Serene Highness the prince of Saxegotha. 1759.
- Lettres critiques d’un voyageur anglois sur l’article Genève du Dictionnaire encyclopédique, et sur la lettre de Mr d’Alembert à Mr Rousseau touchant les spectacles. A l’enseigne de la Vérité, 1766.
- Louis Jean, Lévesque de Pouilly, Jacob Vernet: The theory of agreeable sensations: In which, after the laws observed by nature in the distribution of pleasure are discovered, he principles of natural theology, and moral philosophy are established. To which is subjoined, relative to the same subject, a dissertation upon harmony of style. Printed for J. Dickson, 1766.
- Jacob Vernet, Voltaire: Mémoire présenté à Mr le premier sindic par Jacob Vernet sur un libelle qui le concerne: avec la lettre curieuse de Robert Covelle ... à la louange de M. V. ... à laquelle le mémoire sert de réponse. J. Bosch, 1767.
- Réflexions sur les moeurs, la religion et le culte. Chez Claude Philibert & Bart. Chirol., 1769.
- 7 theses seu Commentationes theologicae. 1770.
- Opera omnia theologica, philosophica et philologica. Von Turretini. Als Übersetzer ins Französische und Herausgeber. 3 Bände. 1774–1776.
- Jacob Vernet, N. Cheveniere: Commentatio ... in totum caput Paulinum 1 Corinth. XV. Maxime autem circa introitum mortis in mundum. 1784.
- Jacobi Verneti, Theologiae In Academia Genevensi Professoris Selecta Opuscula. 1784.